# Frances Partridge
Frances Catherine Partridge (apellido de soltera Marshall) (15 de marzo de 1900 – 5 de febrero de 2004) fue una escritora y traductora inglesa. A pesar de tener una estrecha relación con el Círculo de Bloomsbury, es probablemente más conocida por la publicación de sus diarios. Se casó con Ralph Partridge (1894 – 30 de noviembre de 1960) en 1933, con quien tuvo un hijo, (Lytton) Burgo Partridge (1935–1963).

## Orígenes y educación

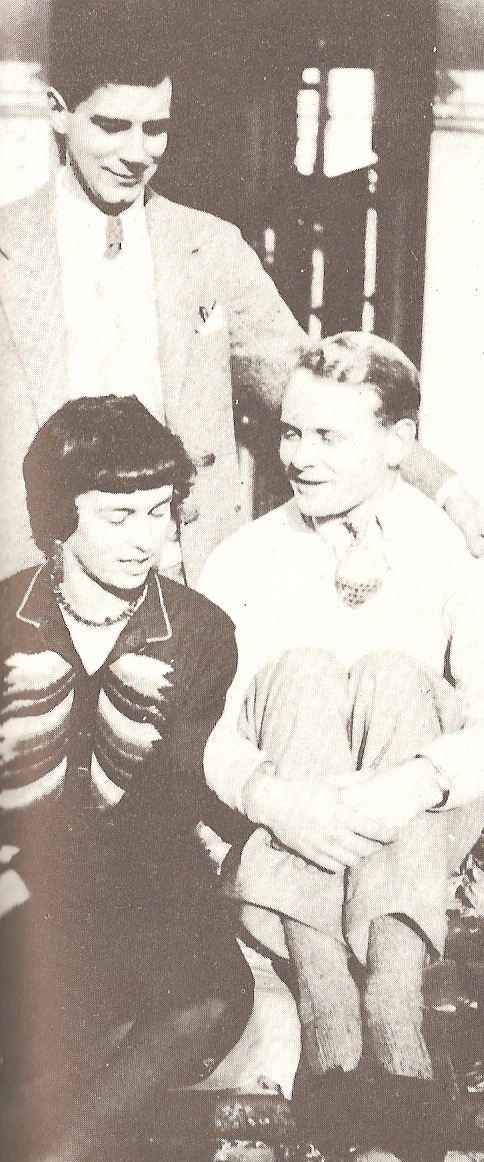
La escritora Raymond Mortimer, Frances Partridge (entonces Marshall) y Dadie Rylands.

Nacida en la Plaza Bedford situada en Londres, Francis era la más pequeña de los seis hijos de William Marshall,  arquitecto inglés, y Margaret Anna Lloyd, sufragista, que la llevó a una manifestación cuando tenía seis años. Vivió en esta plaza hasta los ocho años, cuando su padre se jubiló y se trasladaron al campo. Fue a la escuela Bedales School y a la universidad Newnham Collage, en Cambridge.

## Círculo de Bloomsbury

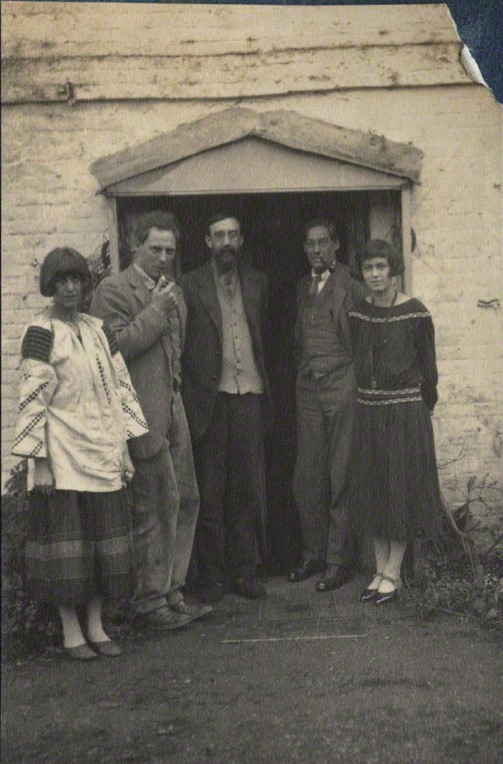
Señora Ottoline Morrell (1873–1938), antigua instantánea impresa: NPG Ax141540. Dora Carrington; Ralph Partridge; Lytton Strachey; Oliver Strachey; Frances Catherine Partridge (apellido de soltera: Marshall), 1923

Mientras trabajaba  en una librería de Londres regentada por David Garnett y Francis Birrell, conoció a Lytton Strachey, Dora Carrington y Ralph Partridge. En 1921, Ralph Partridge se casó con Dora Carrington a pesar de que ella estaba enamorada de Lytton Strachey, un chico  homosexual que estaba más interesado en su esposo Partridge. Además, Dora Carrington mantenía una relación esporádica con uno de los mejores amigos de Partridge, Gerald Brenan. Carrington, Partridge y Strachey compartían una finca llamada Ham Spray, situada en Wiltshire, en un complicado triángulo amoroso (más tarde representado en la película Carrington de 1995, con el actor Alex Kingston como Frances).
Ralph Partridge se enamoró de Frances. Vivían en Londres durante la semana e iban a Ham Spray los fines de semana. Ralph y Frances se casaron el 2 de marzo de 1933, después de que Dora Carrington se suicidara en 1932 y poco después de la muerte de Lytton Strachey. Y vivieron felizmente en Ham Spray hasta la muerte de Ralph en 1960.
En 1935, tuvieron un hijo al que Strachey llamó (Lytton) Burgo Patridge. En 1962, Burgo se casó con Henrrietta Garnett, hija de Angelica Garnett y David Garnett, estando Henrietta ya embarazada de su hija. Burgo murió repentinamente de un paro cardíaco el 7 de septiembre de 1963, solo tres semanas después del nacimiento de su hija, Sophie Vanessa. Para entonces ya destacaba por su habilidad literaria y había publicado un libro que fue bien recibido: Una Historia de Orgías (1958).
Frances vendió Ham Spray y se mudó a Londres. Sus obras, su afiliación al círculo de Bloomsbury, su gran  encanto personal y la energía que conservó aún en la vejez, le proporcionaron un alto grado de celebridad hasta el fin de sus días.
Fue nombrada Comandante de la Orden del Imperio británico.

## Trabajos

### Libros
- El Greville Memoirs (Macmillan & Co, 1938), una cooperación editorial Ralph Partridge (empezada por Lytton Strachey).
- A Pacifist's War (Hogarth Press, 1978), narra la vida de Ralph como pacifista durante la Segunda Guerra Mundial. (Ralph Partridge ganó una Cruz Militar durante la Primera Guerra Mundial.)
- Love in Bloomsbury: Memories (Victor Gollancz, 1981)
- Julia (Gollancz, 1983), una memoria de su amiga Julia Strachey.
- Everything to Lose (Gollancz, 1985), sus diarios entre 1945 y 1960.
- Friends in Focus (Chatto & Windus, 1987), colección de fotografías.
- Hanging On (Collins, 1990), sus diarios entre 1960 y 1963.
- Other People (Harper Collins, 1993), sus diarios entre 1963 y 1966.
- Good Company (Harper Collins, 1994), sus diarios entre 1967 y 1970.
- Life Regained (Weidenfeld & Nicolson, 1998), sus diarios entre 1970 y 1972.
- Ups and Downs (Weidenfeld & Nicolson, 2001), sus diarios entre 1972 y 1975.

### Traducciones
- Nothing is Impossible (Harvill Prensa, 1956) de Mercedes Ballesteros.
- Something to Declare (The Harvill Press, 1957) por Lovleff Bornet
- Sangre y Arena (Elek, 1958) por Vicente Blasco Ibáñez
- La Maja Desnuda (Elek, 1959) por Vicente Blasco Ibáñez
- The Enemy in the Mouth: An Account of Alcoholics Anonymous (Rupert Hart-Davis, 1961) por Joseph Kessel
- A Gap in the Wall (Collins, 1963) por Gabrielle Estivals
- El Señor Presidente (Atheneum, 1964) por Miguel Ángel Asturias
- Human Communication (World University Library, 1967) por J.L.Aranguren
- Napoleon's St. Helena (John Murray, 1968) por Gilbert Martineau
- Guerra de Tiempo (Gollancz, 1970) por Alejo Carpentier
- Napoleon Surrenders (John Murray, 1971) por Gilbert Martineau
- Reasons of State (Alfred Un Knopf, 1976) por Alejo Carpentier
- Napoleon's Last Journey (John Murray, 1976) por Gilbert Martineau
- "Madame Mère: Napoleon's Mother" (John Murray, 1978) por Gilbert Martineau

## Lectura complementaria
- Chisholm, Anne (2009). Frances Partridge: The Biography. Londres: Weidenfeld & Nicolson. ISBN 978-0-297-64673-0 [5][6]